# Yang Chun-song
Yang Chun-song (ur. 18 marca 1984) – północnokoreański zapaśnik w stylu wolnym. Olimpijczyk z Pekinu 2008, gdzie zajął piętnaste miejsce w kategorii 66 kg.
Zajął dziewiąte miejsce w mistrzostwach świata w 2009. Brązowy medal na igrzyskach azjatyckich w 2010. Mistrz Azji w 2008 i  2011, brąz w 2009. Drugi na wojskowych mistrzostwach świata w 2013 roku.